# Primera División de Andorra 2018-19
La Primera División de Andorra 2018-19 (en catalán: Primera Divisió de Andorra 2018-19), oficialmente y por motivos de patrocinio Lliga Multisegur Assegurances, fue la 24ª edición del campeonato de la máxima categoría de fútbol del Principado de Andorra. Fue organizada por la Federación Andorrana de Fútbol y fue disputada por 8 equipos.
El FC Santa Coloma obtuvo su duodécimo título profesional después de ganar por 3-1 a la UE Sant Julià en la última fecha. Alcanzó así su sexta estrella de forma consecutiva. Encamp, tras quedar último en la ronda por la permanencia, perdió la categoría. 

## Ascensos y descensos
| Pos. | Descendidos de 1.ª División |
| ---- | --------------------------- |
| 8.º  | Penya Encarnada             |

| Pos. | Ascendidos de 2.ª División |
| ---- | -------------------------- |
| 1.º  | FC Ordino                  |

## Sistema de competición
El campeonato constó de dos fases:
En la fase regular, los ocho equipos se enfrentaron entre sí bajo el sistema de todos contra todos a tres ruedas, completando un total de 21 fechas. Una vez que finalizó dicha instancia, los cuatro equipos con mayor cantidad de puntos participaron en la ronda por el campeonato, mientras que los cuatro restantes disputaron la ronda por la permanencia. Todos los clubes comenzaron su participación en esta instancia con el puntaje final obtenido en la fase regular.
Los cuatro clubes que participaron de la ronda por el campeonato volvieron a enfrentarse entre sí, todos contra todos, a doble rueda. El equipo que acumuló más puntos entre las dos fases se consagró campeón y accedió a la ronda preliminar de la Liga de Campeones de la UEFA 2019-20. Así mismo, el subcampeón clasificó para la primera ronda previa de la Liga Europa de la UEFA 2019-20.
Por otro lado, los cuatro equipos participantes de la ronda por la permanencia se enfrentaron entre sí, todos contra todos, a doble rueda. Aquel que logró menor puntaje a lo largo de las dos fases descendió directamente a la Segunda División, mientras que el penúltimo disputó una promoción contra el subcampeón de dicha categoría.
En todas las fases, las clasificaciones se establecieron a partir de los puntos obtenidos en cada encuentro, otorgando tres por partido ganado, uno por empatado y ninguno en caso de derrota. En caso de igualdad de puntos entre dos o más equipos, se aplicó, en el mencionado orden, los siguientes criterios de desempate:
1. Mayor cantidad de puntos en los partidos entre los equipos implicados;
2. Mejor diferencia de goles en los partidos entre los equipos implicados;
3. Mayor cantidad de goles a favor en los partidos entre los equipos implicados;
4. Mejor diferencia de goles en toda la temporada;
5. Mayor cantidad de goles a favor en toda la temporada.

## Equipos participantes
| Equipo                | Ciudad                  |
| --------------------- | ----------------------- |
| Encamp                | Encamp                  |
| Engordany             | Las Escaldas-Engordany  |
| Inter Club d'Escaldes | Las Escaldas-Engordany  |
| Lusitanos             | Andorra la Vieja        |
| Ordino                | Ordino                  |
| Sant Julià            | San Julián de Loria     |
| FC Santa Coloma       | Santa Coloma de Andorra |
| UE Santa Coloma       | Santa Coloma de Andorra |

| \| Parroquia \| N.º \| Equipos \| \| ---------------------- \| --- \| ------------------------------------------- \| \| Andorra la Vieja \| 3 \| Lusitanos; FC Santa Coloma; UE Santa Coloma \| \| Las Escaldas-Engordany \| 2 \| Engordany; Inter Club d'Escaldes \| \| Encamp \| 1 \| Encamp \| \| Ordino \| 1 \| Ordino \| \| San Julián de Loria \| 1 \| Sant Julià \| |     |                                             |
| Parroquia | N.º | Equipos                                     |
| Andorra la Vieja | 3   | Lusitanos; FC Santa Coloma; UE Santa Coloma |
| Las Escaldas-Engordany | 2   | Engordany; Inter Club d'Escaldes            |
| Encamp | 1   | Encamp                                      |
| Ordino | 1   | Ordino                                      |
| San Julián de Loria | 1   | Sant Julià                                  |

## Fase regular

### Clasificación
| Pos. | Equipo                | Pts. | PJ | G  | E | P  | GF | GC | Dif. | Clasificación 2018–19    |
| ---- | --------------------- | ---- | -- | -- | - | -- | -- | -- | ---- | ------------------------ |
| 1    | Sant Julià            | 45   | 21 | 13 | 6 | 2  | 42 | 16 | +26  | Ronda por el campeonato  |
| 2    | FC Santa Coloma       | 43   | 21 | 12 | 7 | 2  | 32 | 12 | +20  | Ronda por el campeonato  |
| 3    | Inter Club d'Escaldes | 40   | 21 | 12 | 4 | 5  | 30 | 21 | +9   | Ronda por el campeonato  |
| 4    | Engordany             | 31   | 21 | 8  | 7 | 6  | 26 | 24 | +2   | Ronda por el campeonato  |
| 5    | Ordino                | 23   | 21 | 7  | 2 | 12 | 27 | 32 | −5   | Ronda por la permanencia |
| 6    | UE Santa Coloma       | 21   | 21 | 5  | 6 | 10 | 25 | 29 | −4   | Ronda por la permanencia |
| 7    | Lusitanos             | 19   | 21 | 5  | 4 | 12 | 21 | 38 | −17  | Ronda por la permanencia |
| 8    | Encamp                | 10   | 21 | 2  | 4 | 15 | 16 | 47 | −31  | Ronda por la permanencia |

Actualizado a los partidos jugados el 7 de abril de 2019.
 Fuente: FAF

#### Evolución de la clasificación
| Jornada / Equipo      | 1   | 2   | 3   | 4   | 5   | 6   | 7   | 8   | 9   | 10  | 11  | 12  | 13  | 14  | 15  | 16  | 17  | 18  | 19  | 20  | 21  |
| Jornada / Equipo      |     |     |     |     |     |     |     |     |     |     |     |     |     |     |     |     |     |     |     |     |     |
| --------------------- | --- | --- | --- | --- | --- | --- | --- | --- | --- | --- | --- | --- | --- | --- | --- | --- | --- | --- | --- | --- | --- |
| Sant Julià            | 1.° | 2.° | 1.° | 1.° | 2.° | 2.° | 1.° | 1.° | 1.° | 1.° | 1.° | 1.° | 1.° | 1.° | 1.° | 1.° | 1.° | 1.° | 1.° | 1.° | 1.° |
| FC Santa Coloma       | 5.° | 7.° | 3.° | 4.° | 4.° | 6.° | 4.° | 4.° | 4.° | 2.° | 2.° | 2.° | 3.° | 2.° | 2.° | 2.° | 2.° | 2.° | 3.° | 2.° | 2.° |
| Inter Club d'Escaldes | 2.° | 1.° | 2.° | 2.° | 1.° | 1.° | 2.° | 2.° | 3.° | 3.° | 4.° | 3.° | 2.° | 3.° | 3.° | 3.° | 3:° | 3.° | 2.° | 3.° | 3.° |
| Engordany             | 8.° | 8.° | 7.° | 7.° | 7.° | 4.° | 3.° | 3.° | 2.° | 4.° | 3.° | 4.° | 4.° | 4.° | 4.° | 4.° | 4.° | 4.° | 4.° | 4.° | 4.° |
| Ordino                | 6.° | 5.° | 5.° | 6.° | 3.° | 5.° | 7.° | 7.° | 7.° | 7.° | 7.° | 7.° | 6.° | 7.° | 7.° | 7.° | 7.° | 7.° | 5.° | 5.° | 5.° |
| UE Santa Coloma       | 3.° | 3.° | 4.° | 5.° | 6.° | 3.° | 6.° | 5.° | 5.° | 6.° | 6.° | 6.° | 7.° | 6.° | 6.° | 6.° | 5.° | 5.° | 6.° | 6.° | 6.° |
| Lusitanos             | 4.° | 4.° | 6.° | 3.° | 5.° | 7.° | 5.° | 6.° | 6.° | 5.° | 5.° | 5.° | 5.° | 5.° | 5.° | 5.° | 6.° | 6.° | 7.° | 7.° | 7.° |
| Encamp                | 7.° | 6.° | 8.° | 8.° | 8.° | 8.° | 8.° | 8.° | 8.° | 8.° | 8.° | 8.° | 8.° | 8.° | 8.° | 8.° | 8.° | 8.° | 8.° | 8.° | 8.° |

### Tabla de resultados cruzados
| Local \ Visitante     | ENC | ENG | INT | LUS | ORD | SJU | SFC | SUE |
| --------------------- | --- | --- | --- | --- | --- | --- | --- | --- |
| FC Encamp             | —   | 0–1 | 0–2 | 0–3 | 2–0 | 1–2 | 1–3 | 0–1 |
| UE Engordany          | 3–0 | —   | 1–0 | 1–1 | 1–0 | 1–4 | 0–2 | 2–1 |
| Inter Club d'Escaldes | 3–1 | 0–2 | —   | 2–1 | 2–1 | 0–1 | 1–0 | 1–0 |
| FC Lusitanos          | 1–1 | 4–0 | 0–3 | —   | 2–0 | 0–1 | 1–4 | 1–2 |
| FC Ordino             | 3–1 | 2–1 | 1–2 | 1–3 | —   | 0–0 | 0–2 | 2–1 |
| Sant Julià            | 4–2 | 1–1 | 3–0 | 5–0 | 1–1 | —   | 1–1 | 0–0 |
| FC Santa Coloma       | 3–0 | 0–0 | 3–1 | 0–0 | 1–0 | 0–0 | —   | 1–2 |
| UE Santa Coloma       | 5–0 | 0–0 | 1–1 | 0–2 | 2–3 | 1–3 | 1–1 | —   |

| Local \ Visitante     | ENC | ENG | INT | LUS | ORD | SJU | SFC | SUE |
| --------------------- | --- | --- | --- | --- | --- | --- | --- | --- |
| FC Encamp             | —   | 2–2 | 1–1 |     |     |     |     | 1–1 |
| UE Engordany          |     | —   |     | 5–0 | 1–2 | 0–2 |     |     |
| Inter Club d'Escaldes |     | 0–0 | —   | 2–1 |     | 2–1 | 1–1 |     |
| FC Lusitanos          | 0–1 |     |     | —   | 1–5 | 0–3 |     |     |
| FC Ordino             | 4–0 |     | 1–3 |     | —   |     | 1–2 | 0–1 |
| Sant Julià            | 4–2 |     |     |     | 3–0 | —   | 0–2 | 2–1 |
| FC Santa Coloma       | 1–0 | 1–1 |     | 2–0 |     |     | —   | 2–1 |
| UE Santa Coloma       |     | 2–3 | 1–3 | 0–0 |     |     |     | —   |

### Resultados
- Los horarios corresponden a la CET (Hora Central Europea) UTC+1 en horario estándar y UTC+2 en horario de verano.

#### Primera vuelta
| Ordino          | 1 - 2 | Inter Club d'Escaldes | Centre d'Entrenament de la FAF 1 | 16 de septiembre | 12:00 |
| Encamp          | 0 - 1 | UE Santa Coloma       | Centre d'Entrenament de la FAF 1 | 16 de septiembre | 14:00 |
| Engordany       | 1 - 4 | Sant Julià            | Centre d'Entrenament de la FAF 1 | 16 de septiembre | 16:00 |
| FC Santa Coloma | 0 - 0 | Lusitanos             | Centre d'Entrenament de la FAF 1 | 16 de septiembre | 18:00 |

| UE Santa Coloma       | 0 - 0 | Engordany       | Centre d'Entrenament de la FAF 1 | 23 de septiembre | 12:00 |
| Inter Club d'Escaldes | 1 - 0 | FC Santa Coloma | Centre d'Entrenament de la FAF 1 | 23 de septiembre | 14:00 |
| Sant Julià            | 1 - 1 | Ordino          | Centre d'Entrenament de la FAF 1 | 23 de septiembre | 16:00 |
| Lusitanos             | 1 - 1 | Encamp          | Centre d'Entrenament de la FAF 1 | 23 de septiembre | 18:00 |

| FC Santa Coloma       | 3 - 0 | Encamp          | Centre d'Entrenament de la FAF 1 | 30 de septiembre | 12:00 |
| Ordino                | 2 - 1 | UE Santa Coloma | Centre d'Entrenament de la FAF 1 | 30 de septiembre | 14:00 |
| Engordany             | 1 - 1 | Lusitanos       | Centre d'Entrenament de la FAF 1 | 30 de septiembre | 16:00 |
| Inter Club d'Escaldes | 0 - 1 | Sant Julià      | Centre d'Entrenament de la FAF 1 | 30 de septiembre | 18:00 |

| Sant Julià      | 1 - 1 | FC Santa Coloma       | Centre d'Entrenament de la FAF 1 | 7 de octubre  | 12:00 |
| UE Santa Coloma | 1 - 1 | Inter Club d'Escaldes | Centre d'Entrenament de la FAF 1 | 7 de octubre  | 16:00 |
| Lusitanos       | 2 - 0 | Ordino                | Centre d'Entrenament de la FAF 1 | 7 de octubre  | 18:00 |
| Encamp          | 0 - 1 | Engordany             | Campo de fútbol Prada de Moles   | 25 de octubre | 20:30 |

| Inter Club d'Escaldes | 2 - 1 | Lusitanos       | Centre d'Entrenament de la FAF 1 | 21 de octubre | 12:00 |
| Ordino                | 3 - 1 | Encamp          | Centre d'Entrenament de la FAF 1 | 21 de octubre | 14:05 |
| FC Santa Coloma       | 0 - 0 | Engordany       | Centre d'Entrenament de la FAF 1 | 21 de octubre | 16:00 |
| Sant Julià            | 1 - 1 | UE Santa Coloma | Centre d'Entrenament de la FAF 1 | 21 de octubre | 18:20 |

| Lusitanos       | 0 - 1 | Sant Julià            | Centre d'Entrenament de la FAF 1 | 28 de octubre | 12:00 |
| Encamp          | 0 - 2 | Inter Club d'Escaldes | Centre d'Entrenament de la FAF 1 | 28 de octubre | 12:00 |
| FC Santa Coloma | 1 - 2 | UE Santa Coloma       | Centre d'Entrenament de la FAF 1 | 28 de octubre | 16:00 |
| Engordany       | 1 - 0 | Ordino                | Centre d'Entrenament de la FAF 1 | 28 de octubre | 18:00 |

| UE Santa Coloma       | 0 - 2 | Lusitanos       | Centre d'Entrenament de la FAF 1 | 4 de noviembre | 12:00 |
| Sant Julià            | 4 - 2 | Encamp          | Centre d'Entrenament de la FAF 1 | 4 de noviembre | 14:00 |
| Ordino                | 0 - 2 | FC Santa Coloma | Centre d'Entrenament de la FAF 1 | 4 de noviembre | 16:00 |
| Inter Club d'Escaldes | 0 - 2 | Engordany       | Centre d'Entrenament de la FAF 1 | 4 de noviembre | 18:00 |

#### Segunda vuelta
| Inter Club d'Escaldes | 2 - 1 | Ordino          | Centre d'Entrenament de la FAF 1 | 11 de noviembre | 12:00 |
| Sant Julià            | 1 - 1 | Engordany       | Centre d'Entrenament de la FAF 1 | 11 de noviembre | 14:00 |
| Lusitanos             | 1 - 4 | FC Santa Coloma | Centre d'Entrenament de la FAF 1 | 11 de noviembre | 16:00 |
| UE Santa Coloma       | 5 - 0 | Encamp          | Centre d'Entrenament de la FAF 1 | 11 de noviembre | 18:00 |

| Engordany       | 2 - 1 | UE Santa Coloma       | Centre d'Entrenament de la FAF 1 | 25 de noviembre | 12:00 |
| Encamp          | 0 - 3 | Lusitanos             | Campo de fútbol Prada de Moles   | 25 de noviembre | 12:00 |
| Ordino          | 0 - 0 | Sant Julià            | Centre d'Entrenament de la FAF 1 | 25 de noviembre | 16:00 |
| FC Santa Coloma | 3 - 1 | Inter Club d'Escaldes | Centre d'Entrenament de la FAF 1 | 25 de noviembre | 18:00 |

| Lusitanos       | 4 - 0 | Engordany             | Centre d'Entrenament de la FAF 1 | 2 de diciembre | 12:00 |
| Encamp          | 1 - 3 | FC Santa Coloma       | Campo de fútbol Prada de Moles   | 2 de diciembre | 12:00 |
| Sant Julià      | 3 - 0 | Inter Club d'Escaldes | Centre d'Entrenament de la FAF 1 | 2 de diciembre | 16:00 |
| UE Santa Coloma | 2 - 3 | Ordino                | Centre d'Entrenament de la FAF 1 | 2 de diciembre | 18:00 |

| Engordany             | 3 - 0 | Encamp          | Centre d'Entrenament de la FAF 1 | 9 de diciembre | 12:00 |
| Inter Club d'Escaldes | 1 - 0 | UE Santa Coloma | Centre d'Entrenament de la FAF 1 | 9 de diciembre | 14:00 |
| Ordino                | 1 - 3 | Lusitanos       | Centre d'Entrenament de la FAF 1 | 9 de diciembre | 16:10 |
| FC Santa Coloma       | 0 - 0 | Sant Julià      | Centre d'Entrenament de la FAF 1 | 9 de diciembre | 18:00 |

| UE Santa Coloma | 1 - 3 | Sant Julià            | Centre d'Entrenament de la FAF 1 | 15 de diciembre | 19:00 |
| Encamp          | 2 - 0 | Ordino                | Campo de fútbol Prada de Moles   | 16 de diciembre | 12:00 |
| Engordany       | 0 - 2 | FC Santa Coloma       | Centre d'Entrenament de la FAF 1 | 16 de diciembre | 16:00 |
| Lusitanos       | 0 - 3 | Inter Club d'Escaldes | Centre d'Entrenament de la FAF 1 | 16 de diciembre | 18:00 |

| Ordino                | 2 - 1 | Engordany       | Centre d'Entrenament de la FAF 1 | 3 de febrero | 12:00 |
| Sant Julià            | 5 - 0 | Lusitanos       | Centre d'Entrenament de la FAF 1 | 3 de febrero | 14:00 |
| Inter Club d'Escaldes | 3 - 1 | Encamp          | Centre d'Entrenament de la FAF 1 | 3 de febrero | 16:00 |
| UE Santa Coloma       | 1 - 1 | FC Santa Coloma | Centre d'Entrenament de la FAF 1 | 3 de febrero | 18:00 |

| Encamp          | 1 - 2 | Sant Julià            | Campo de fútbol Prada de Moles   | 10 de febrero | 12:00 |
| FC Santa Coloma | 1 - 0 | Ordino                | Centre d'Entrenament de la FAF 1 | 10 de febrero | 12:00 |
| Lusitanos       | 1 - 2 | UE Santa Coloma       | Centre d'Entrenament de la FAF 1 | 10 de febrero | 16:00 |
| Engordany       | 1 - 0 | Inter Club d'Escaldes | Centre d'Entrenament de la FAF 1 | 10 de febrero | 18:00 |

#### Tercera vuelta
| Ordino          | 1 - 3 | Inter Club d'Escaldes | Centre d'Entrenament de la FAF 1 | 17 de febrero | 12:00 |
| Encamp          | 1 - 1 | UE Santa Coloma       | Campo de fútbol Prada de Moles   | 17 de febrero | 12:00 |
| Engordany       | 0 - 2 | Sant Julià            | Centre d'Entrenament de la FAF 1 | 17 de febrero | 16:00 |
| FC Santa Coloma | 2 - 0 | Lusitanos             | Centre d'Entrenament de la FAF 1 | 17 de febrero | 18:00 |

| Inter Club d'Escaldes | 1 - 1 | FC Santa Coloma | Centre d'Entrenament de la FAF 1 | 24 de febrero | 12:00 |
| UE Santa Coloma       | 2 - 3 | Engordany       | Centre d'Entrenament de la FAF 1 | 24 de febrero | 14:00 |
| Lusitanos             | 0 - 1 | Encamp          | Centre d'Entrenament de la FAF 1 | 24 de febrero | 16:00 |
| Sant Julià            | 3 - 0 | Ordino          | Centre d'Entrenament de la FAF 1 | 24 de febrero | 18:10 |

| Engordany             | 5 - 0 | Lusitanos       | Centre d'Entrenament de la FAF 1 | 3 de marzo | 12:00 |
| FC Santa Coloma       | 1 - 0 | Encamp          | Centre d'Entrenament de la FAF 1 | 3 de marzo | 14:00 |
| Ordino                | 0 - 1 | UE Santa Coloma | Centre d'Entrenament de la FAF 1 | 3 de marzo | 16:00 |
| Inter Club d'Escaldes | 2 - 1 | Sant Julià      | Centre d'Entrenament de la FAF 1 | 3 de marzo | 18:00 |

| Sant Julià      | 0 - 2 | FC Santa Coloma       | Centre d'Entrenament de la FAF 1 | 10 de marzo | 12:00 |
| Encamp          | 2 - 2 | Engordany             | Campo de fútbol Prada de Moles   | 10 de marzo | 12:00 |
| UE Santa Coloma | 1 - 3 | Inter Club d'Escaldes | Centre d'Entrenament de la FAF 1 | 10 de marzo | 16:00 |
| Lusitanos       | 1 - 5 | Ordino                | Centre d'Entrenament de la FAF 1 | 10 de marzo | 18:00 |

| Ordino                | 4 - 0 | Encamp          | Centre d'Entrenament de la FAF 1 | 17 de marzo | 12:00 |
| Sant Julià            | 2 - 1 | UE Santa Coloma | Centre d'Entrenament de la FAF 1 | 17 de marzo | 14:00 |
| FC Santa Coloma       | 1 - 1 | Engordany       | Centre d'Entrenament de la FAF 1 | 17 de marzo | 16:00 |
| Inter Club d'Escaldes | 2 - 1 | Lusitanos       | Centre d'Entrenament de la FAF 1 | 17 de marzo | 18:00 |

| Lusitanos       | 0 - 3 | Sant Julià            | Centre d'Entrenament de la FAF 1 | 31 de marzo | 12:00 |
| Encamp          | 1 - 1 | Inter Club d'Escaldes | Campo de fútbol Prada de Moles   | 31 de marzo | 12:00 |
| Engordany       | 1 - 2 | Ordino                | Centre d'Entrenament de la FAF 1 | 31 de marzo | 16:00 |
| FC Santa Coloma | 2 - 1 | UE Santa Coloma       | Centre d'Entrenament de la FAF 1 | 31 de marzo | 18:00 |

| UE Santa Coloma       | 0 - 0 | Lusitanos       | Centre d'Entrenament de la FAF 1 | 7 de abril | 12:00 |
| Inter Club d'Escaldes | 0 - 0 | Engordany       | Centre d'Entrenament de la FAF 1 | 7 de abril | 14:00 |
| Sant Julià            | 4 - 2 | Encamp          | Centre d'Entrenament de la FAF 1 | 7 de abril | 16:00 |
| Ordino                | 1 - 2 | FC Santa Coloma | Centre d'Entrenament de la FAF 1 | 7 de abril | 18:00 |

## Ronda por el campeonato

### Clasificación
| Pos. | Equipo                | Pts. | PJ | G  | E | P  | GF | GC | Dif. | Clasificación 2018–19                    |
| ---- | --------------------- | ---- | -- | -- | - | -- | -- | -- | ---- | ---------------------------------------- |
| 1    | FC Santa Coloma (C)   | 54   | 27 | 15 | 9 | 3  | 49 | 18 | +31  | Ronda preliminar de la Liga de Campeones |
| 2    | Sant Julià            | 53   | 27 | 15 | 8 | 4  | 52 | 26 | +26  | Ronda preliminar de la Liga Europea      |
| 3    | Inter Club d'Escaldes | 51   | 27 | 15 | 6 | 6  | 39 | 27 | +12  |                                          |
| 4    | Engordany             | 33   | 27 | 8  | 9 | 10 | 30 | 34 | −4   | Ronda preliminar de la Liga Europea      |

Actualizado a los partidos jugados el 19 de mayo de 2019.
 Fuente: FAF
Notas:
1. ↑  Tras su victoria en la Copa Constitució 2019, el Engordany obtuvo una plaza para participar en la Liga Europa 2019-20

#### Evolución de la clasificación
| Jornada / Equipo      | 1   | 2   | 3   | 4   | 5   | 6   |
| Jornada / Equipo      |     |     |     |     |     |     |
| --------------------- | --- | --- | --- | --- | --- | --- |
| FC Santa Coloma       | 1.° | 1.° | 1.° | 1.° | 2.° | 1.° |
| Sant Julià            | 2.° | 2.° | 2.° | 2.° | 1.° | 2.° |
| Inter Club d'Escaldes | 3.° | 3.° | 3.° | 3.° | 3.° | 3.° |
| Engordany             | 4.° | 4.° | 4.° | 4.° | 4.° | 4.° |

### Tabla de resultados cruzados
| Local \ Visitante     | ENG | INT | SJU | SFC |
| --------------------- | --- | --- | --- | --- |
| UE Engordany          | —   | 1–1 | 2–2 | 0–1 |
| Inter Club d'Escaldes | 1–0 | —   | 2–0 | 2–1 |
| Sant Julià            | 3–0 | 3–2 | —   | 1–1 |
| FC Santa Coloma       | 2–1 | 1–1 | 3–1 | —   |

### Resultados
- Los horarios corresponden a la CET (Hora Central Europea) UTC+1 en horario estándar y UTC+2 en horario de verano.

#### Primera vuelta
| Inter Club d'Escaldes | 2 - 0 | Sant Julià | Centre d'Entrenament de la FAF 1 | 14 de abril | 12:00 |
| FC Santa Coloma       | 2 - 1 | Engordany  | Centre d'Entrenament de la FAF 1 | 14 de abril | 16:00 |

| FC Santa Coloma | 1 - 1 | Inter Club d'Escaldes | Centre d'Entrenament de la FAF 1 | 27 de abril | 20:30 |
| Engordany       | 2 - 2 | Sant Julià            | Centre d'Entrenament de la FAF 1 | 28 de abril | 12:00 |

| Inter Club d'Escaldes | 1 - 0 | Engordany       | Centre d'Entrenament de la FAF 1 | 1 de mayo | 12:00 |
| Sant Julià            | 1 - 1 | FC Santa Coloma | Centre d'Entrenament de la FAF 1 | 1 de mayo | 16:00 |

#### Segunda vuelta
| Engordany  | 0 - 1 | FC Santa Coloma       | Centre d'Entrenament de la FAF 1 | 4 de mayo | 20:30 |
| Sant Julià | 3 - 2 | Inter Club d'Escaldes | Centre d'Entrenament de la FAF 1 | 5 de mayo | 16:00 |

| Sant Julià            | 3 - 0 | Engordany       | Campo de fútbol Prada de Moles   | 12 de mayo | 12:00 |
| Inter Club d'Escaldes | 2 - 1 | FC Santa Coloma | Centre d'Entrenament de la FAF 1 | 12 de mayo | 12:00 |

| FC Santa Coloma (C) | 3 - 1 | Sant Julià            | Centre d'Entrenament de la FAF 1 | 19 de mayo | 16:00 |
| Engordany           | 1 - 1 | Inter Club d'Escaldes | Campo de fútbol Prada de Moles   | 19 de mayo | 16:00 |

## Ronda por la permanencia

### Clasificación
| Pos. | Equipo          | Pts. | PJ | G  | E | P  | GF | GC | Dif. | Clasificación 2018–19                 |
| ---- | --------------- | ---- | -- | -- | - | -- | -- | -- | ---- | ------------------------------------- |
| 1    | Ordino          | 33   | 27 | 10 | 3 | 14 | 34 | 39 | −5   |                                       |
| 2    | UE Santa Coloma | 32   | 27 | 8  | 8 | 11 | 33 | 32 | +1   |                                       |
| 3    | Lusitanos (D)   | 21   | 27 | 5  | 6 | 16 | 22 | 46 | −24  | Promoción por la permanencia          |
| 4    | Encamp (D)      | 20   | 27 | 5  | 5 | 17 | 24 | 53 | −29  | Descenso a la Segona División 2019-20 |

Actualizado a los partidos jugados el 19 de mayo de 2019.
 Fuente: FAF

#### Evolución de la clasificación
| Jornada / Equipo | 1   | 2   | 3   | 4   | 5   | 6   |
| Jornada / Equipo |     |     |     |     |     |     |
| ---------------- | --- | --- | --- | --- | --- | --- |
| Ordino           | 1.° | 1.° | 1.° | 1.° | 1.° | 1.° |
| UE Santa Coloma  | 2.° | 2.° | 2.° | 2.° | 2.° | 2.° |
| Lusitanos        | 3.° | 3.° | 3.° | 3.° | 3.° | 3.° |
| Encamp           | 4.° | 4.° | 4.° | 4.° | 4.° | 4.° |

### Tabla de resultados cruzados
| Local \ Visitante | ENC | LUS | ORD | SUE |
| ----------------- | --- | --- | --- | --- |
| FC Encamp         | —   | 1–0 | 4–1 | 0–2 |
| FC Lusitanos      | 1–1 | —   | 0–1 | 0–0 |
| FC Ordino         | 1–0 | 3–0 | —   | 0–0 |
| UE Santa Coloma   | 1–2 | 2–0 | 3–1 | —   |

### Resultados
- Los horarios corresponden a la CET (Hora Central Europea) UTC+1 en horario estándar y UTC+2 en horario de verano.

#### Primera vuelta
| Lusitanos       | 0 - 1 | Ordino | Centre d'Entrenament de la FAF 1 | 14 de abril | 14:00 |
| UE Santa Coloma | 1 - 2 | Encamp | Centre d'Entrenament de la FAF 1 | 14 de abril | 18:00 |

| UE Santa Coloma | 2 - 0 | Lusitanos | Centre d'Entrenament de la FAF 1 | 28 de abril | 16:00 |
| Ordino          | 1 - 0 | Encamp    | Centre d'Entrenament de la FAF 1 | 28 de abril | 18:00 |

| Ordino    | 0 - 0 | UE Santa Coloma | Centre d'Entrenament de la FAF 1 | 1 de mayo | 14:00 |
| Lusitanos | 1 - 1 | Encamp          | Centre d'Entrenament de la FAF 1 | 1 de mayo | 18:00 |

#### Segunda vuelta
| Ordino | 3 - 0 | Lusitanos       | Centre d'Entrenament de la FAF 1 | 5 de mayo | 12:00 |
| Encamp | 0 - 2 | UE Santa Coloma | Campo de fútbol - Prada de Moles | 5 de mayo | 12:00 |

| Encamp    | 4 - 1 | Ordino          | Campo de fútbol - Prada de Moles | 11 de mayo | 20:30 |
| Lusitanos | 0 : 0 | UE Santa Coloma | Centre d'Entrenament de la FAF 1 | 11 de mayo | 20:30 |

| UE Santa Coloma | 3 - 1 | Ordino    | Centre d'Entrenament de la FAF 1 | 19 de mayo | 12:00 |
| Encamp          | 1 - 0 | Lusitanos | Campo de fútbol - Prada de Moles | 19 de mayo | 12:00 |

## Promoción por la permanencia
El tercer equipo ubicado en la clasificación final de la Ronda por la permanencia Lusitanos disputó una serie a doble partido, uno como visitante y otro como local, ante el  subcampeón de la Segunda División Carroi. El ganador de la eliminatoria participó de la siguiente temporada de la Primera Divisió.
| Ida, 22 de mayo de 2019, 21:00; | Carroi                | 1:0 (0:0) | Lusitanos | Centre d'Entrenament de la FAF 2, Santa Coloma |                           |
|                                 | - Alejandro Muñoz 70' | Reporte   |           | Árbitro(s): Bruno Parente                      | Árbitro(s): Bruno Parente |

| Vuelta 29 de mayo de 2019, 21:00; | Lusitanos                                                           | 1:0 (1:0, 0:0) (t. s.)(2:4 p.)(Global 1:1) | Carroi                                                                            | Centre d'Entrenament de la FAF 1, Santa Coloma |                                 |
|                                   | - Héctor Urrunaga 68'                                               | Reporte                                    |                                                                                   | Árbitro(s): Luis Do Nascimiento                | Árbitro(s): Luis Do Nascimiento |
|                                   |                                                                     | Tiros desde el punto penal                 |                                                                                   |                                                |                                 |
|                                   | - Andrés Briñez - Matías Vaamonde - David Cortez - Soualio Bakayoko |                                            | - Alejandro Muñoz - Alagy Oliveira - Daniel Rojas - Armando Avelar - Ahmed Chelli |                                                |                                 |

## Goleadores

### Tabla de goleadores
| Jugador         | Equipo           | Goles |
| --------------- | ---------------- | ----- |
| Nico Medina     | Lusitanos        | 10    |
| Joel Méndez     | Sant Julià       | 10    |
| Genís Soldevila | Inter d'Escaldes | 10    |
| Enric Pi        | Sant Julià       | 10    |
| Luiz Blanco     | Sant Julià       | 9     |

Fuente: FAF 